# La Fourche (stanice metra v Paříži)

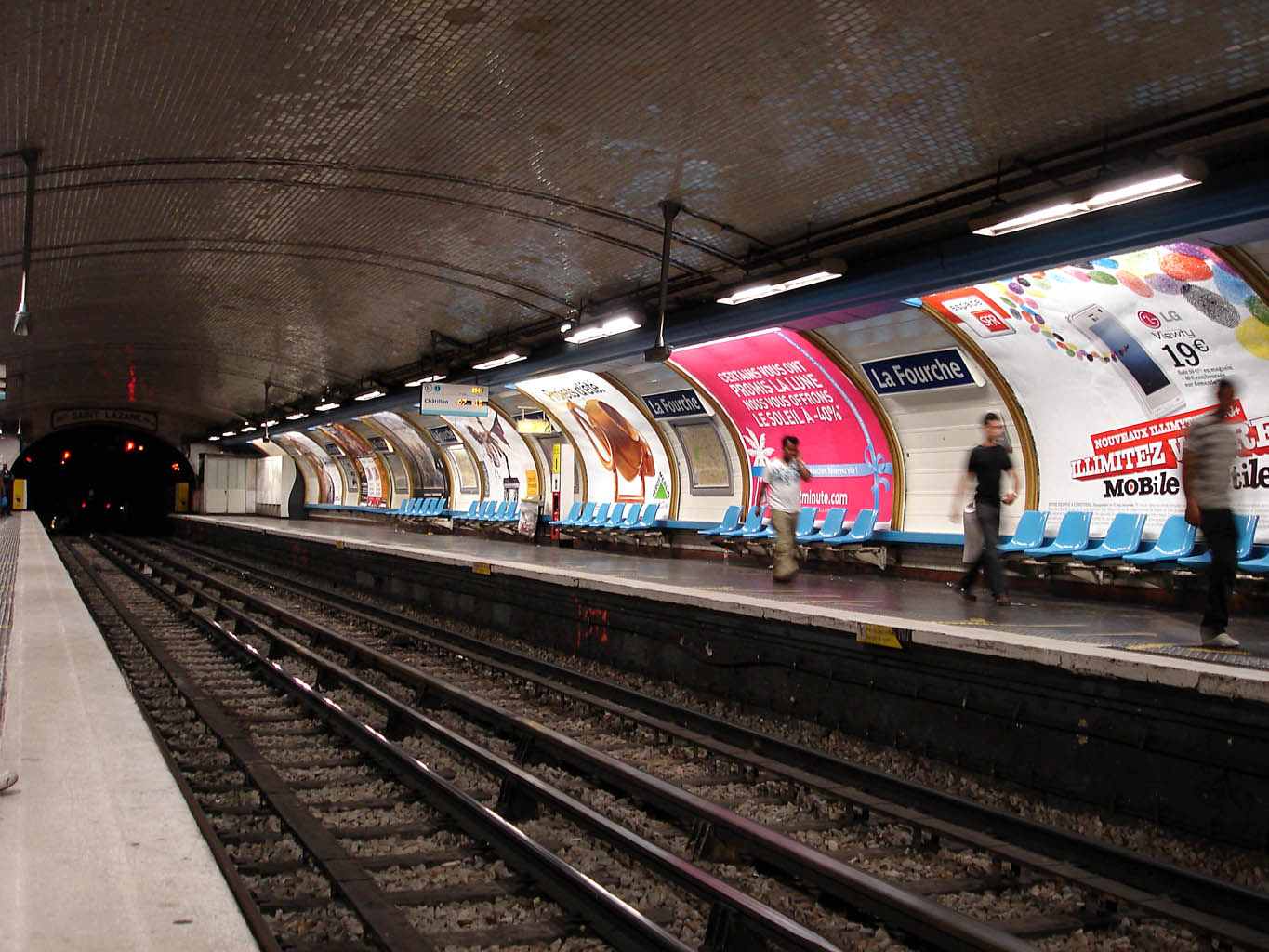
Horní nástupiště na stanici

La Fourche je stanice pařížského metra na lince 13. Nachází se na hranicích 17. a 18. obvodu v Paříži na křižovatce Avenue de Clichy a Avenue de Saint-Ouen. V této stanici se trať rozděluje na dvě větve ve směru Asnières – Gennevilliers – Les Courtilles a Saint-Denis – Université.

## Historie
Stanice byla otevřena 26. února 1911 jako součást prvního úseku linky tehdejší linky B v úseku Saint-Lazare ↔ Porte de Saint-Ouen. 20. ledna 1912 se zde linka rozvětvila také směrem do stanice Porte de Clichy.
V roce 1931 se linka B změnila na dnešní linku 13.

## Popis stanice
Ve stanici se dělí linka 13 na dvě větve. Trať do stanice Asnières – Gennevilliers – Les Courtilles pokračuje v tunelu se dvěma kolejemi.
Koleje pro druhou větev se rozdělují. Kolej ve směru do Saint-Denis – Université se těsně za stanicí La Fourche oddělí ze společného tunelu a pokračuje v samostatném tunelu. S protilehlou kolejí mířící ze Saint-Denis – Université se znovu spojí do jednoho tunelu těsně před stanicí Guy Môquet.
Kolej ze Saint-Denis – Université na Châtillon – Montrouge se odpojí před La Fourche a míří do hloubky pod ostatní koleje, kde bylo z důvodu nedostatku místa vybudováno jedno z nástupišť. Poté se vrátí zpátky na úroveň protilehlé koleje a před stanicí Place de Clichy se opět spojí v tunelu s kolejí vedoucí na jih.
Vzhledem k tomuto postavení kolejí má stanice La Fourche tři nástupiště:
- na první úrovni je nástupiště společné pro směry na Asnières – Gennevilliers – Les Courtilles nebo Saint-Denis – Université. Světelná signalizace zde cestujícím ukazuje dobu čekání a konečnou, na kterou míří přijíždějící vlak

- na stejné úrovni je protilehlé nástupiště, kam přijíždějí pouze vlaky z Asnières – Gennevilliers – Les Courtilles ve směru na Châtillon – Montrouge

- na nižší úrovni je druhé nástupiště pro směr Châtillon – Montrouge, kam přijíždějí pouze vlaky ze Saint-Denis – Université

## Název
La Fourche neboli česky vidlice je název křižovatky, kde se od Avenue de Clichy odděluje Avenue de Saint-Ouen a vytvářejí tak tvar Y. Stejně tak se zde v podzemí rozděluje i linka.

## Vstup
Stanice má pouze jediný vchod umístěný před nárožním domem přímo na křižovatce.

## Zajímavosti v okolí
- Hřbitov Montmartre